# Szczyrk

Szczyrk är en stad i södra Polen. Szczyrk är en populär skidort och ligger i en bergskedja kallad Beskid Śląski och i dalen Zylica. Bergen som omger dalen är Skrzyczne (1257 m) och Klimczok (1117 m). Båda är tillgängliga för bergsvandring eftersom de är mycket lätta att klättra i. 
Szczyrk är ett skidcenter som har över 60 km skidåkningssträckor. Polska landslagen i skidor, backhoppning och konståkning har sin träningsbas i Szczyrk. Backhoppningsdelen i Winter European Youth Festival 2009 hölls i Szczyrk.

## Vänorter
- Jászkisér, Ungern (2004)
- Zetel, Tyskland (2008)